# Andreas von Beneschau und Tworkau
Andreas von Beneschau und Tworkau (auch Ondřej von Benešov und Tvorkov; tschechisch Ondřej z Tvorkova; † nach 1264) war ein böhmischer Adliger aus dem Geschlecht der Beneschauer und Begründer des mährischen Familienzweigs von Tworkau (z Tvorkova).

## Leben
Andreas/Ondřej entstammte dem böhmischen Adelsgeschlecht der Beneschauer (Benešovci). Sein Vater war Wok/Vok von Beneschau, der für die Jahre 1218–1250 belegt ist. Wok hatte vermutlich acht Söhne, von denen fünf eigenständige Familienzweige begründeten. 
Andreas/Ondřej ist für die Jahre 1248–1264 belegt. Zusammen mit seinem Bruder Benesch/Beneš (II.) von Lobenstein (Cvilín) beteiligte er sich 1253 am Kampf des böhmischen Königs Ottokar II. Přemysl bei der Verteidigung des Troppauer Landes gegen die Einfälle des ungarischen Königs Béla IV. und dessen polnische sowie galizische Verbündete. Vermutlich deshalb erhielt er vom König die nordöstlich von Troppau gelegene Ortschaft Tworkau/Tvorkov. Von ihr leitet sich das Prädikat „von Tworkau/z Tvorkova“ ab, das auch seine Nachkommen benutzten. Deshalb gilt er als der Stammvater dieses Familienzweigs. Andreas/Ondřej ist letztmals für das Jahr 1264 belegt.

## Familie
Die Ehefrau von Andreas/Ondřej ist namentlich nicht bekannt. Sie hatten einen gleichnamigen Sohn Andreas/Ondřej, der 1288 das Amt eines Richters der mährischen Provinz Troppau (judex provincialis) bekleidete. Zudem hatten sie vermutlich noch einen Sohn Milota, der 1305 starb. 